# Florian Niederlechner
Florian Niederlechner (ur. 24 października 1990 w Ebersbergu) – niemiecki piłkarz występujący na pozycji napastnika w niemieckim klubie Hertha BSC. Wychowanek TSV 1860 Monachium, w trakcie swojej kariery grał także w takich zespołach, jak Ismaning, Unterhaching, 1. FC Heidenheim, Mainz 05, Freiburg oraz Augsburg.